# 沃尔夫冈·多拉西尔
沃尔夫冈·多拉西尔（德語：Wolfgang Dorasil，1903年3月7日—1964年3月21日），捷克斯洛伐克男子冰球运动员。他曾代表捷克斯洛伐克国家队参加1928年冬季奥林匹克运动会冰球比赛，获得第五名。